# Паркър (Айдахо)
Вижте пояснителната страница за други значения на Паркър.
Паркър (на английски: Parker) е град в окръг Фримонт, щата Айдахо, САЩ. Паркър е с население от 319 жители (2000) и обща площ от 0,9 km². Намира се на 1502 m надморска височина. ЗИП кодът му е 83438, а телефонният му код е 208.